# Osmanthus fortunei
Osmanthus fortunei är en syrenväxtart som beskrevs av Élie Abel Carrière. Osmanthus fortunei ingår i släktet Osmanthus och familjen syrenväxter. Inga underarter finns listade i Catalogue of Life.